# Xántus János (földrajztudós, 1917–1982)

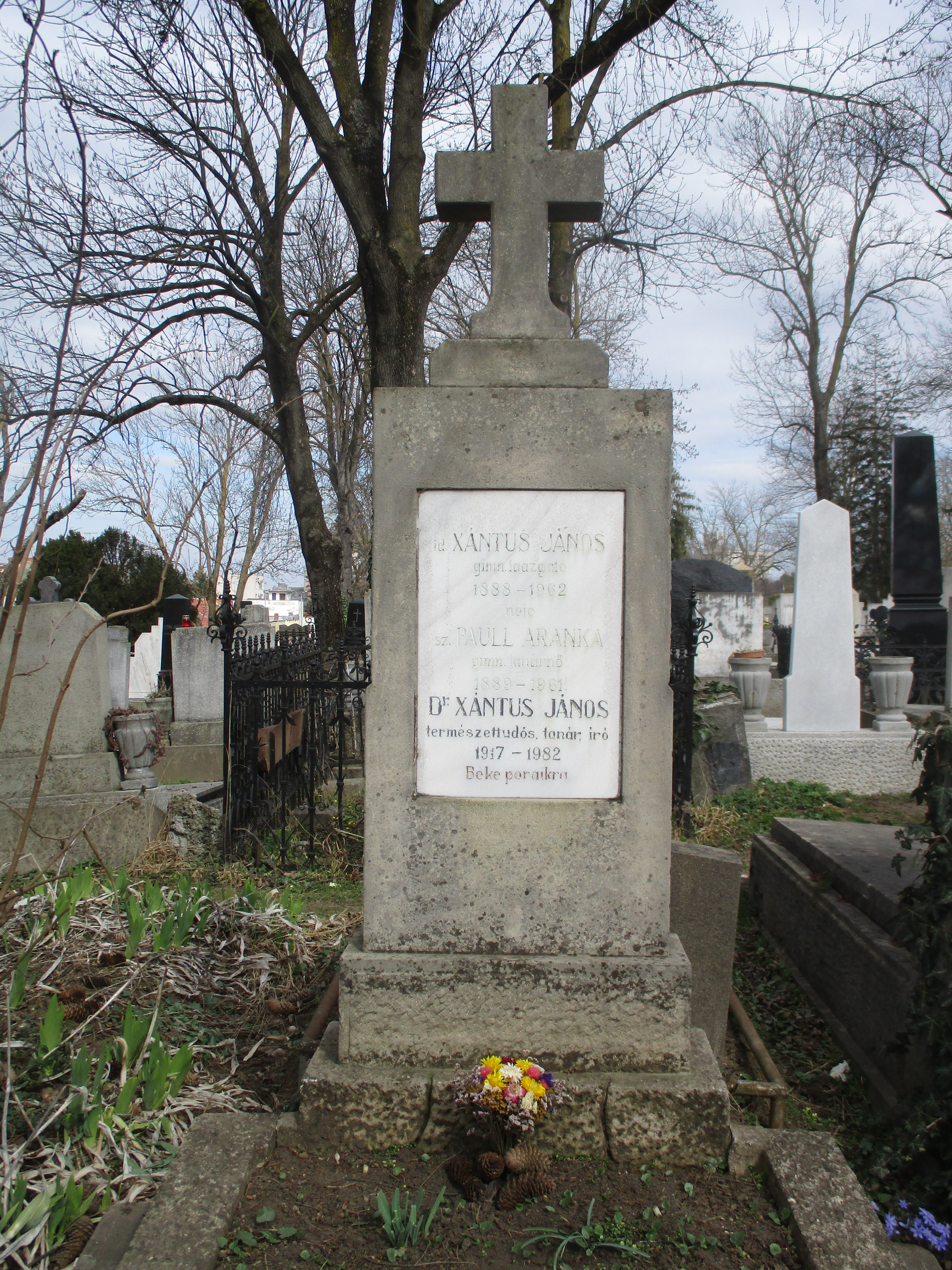
Sírja a Házsongárdi temető II.a. parcellájában

Ifj. Xántus János (Kolozsvár, 1917. február 20. – Kolozsvár, 1982. november 27.) földrajztudós, földrajztanár, id. Xántus János és Xántusné Paull Aranka fia, Xantus Gábor apja.

## Élete
Középiskolai tanulmányait a kolozsvári piarista gimnáziumban végezte, majd 1936-tól az I. Ferdinánd Király Tudományegyetem természetrajzi karának hallgatója volt, ahol Emil Racoviță, Alexandru Borza, és a Sorbonne Egyetemről érkezett két vendégtanár, Emmanuel de Martonne és Robert Ficheaux előadásait hallgatta.
Szakdolgozatát az erdélyi Mezőség tavairól írta, majd ugyanez lett a témája doktori értekezésének is.
Az egyetem elvégzése után az Országos Természetvédelmi Bizottság tudományos titkára volt, majd a kolozsvári egyetemen lett tanársegéd. A második világháború után középiskolai tanárként folytatta pályafutását.
Tíz könyvet írt, és több mint ezer újságcikket írt. Az 1950-es évek elején ő készítette az első nagyobb román természetfilmet a Retyezát-hegységről, amelyet 1953-ban a római dokumentumfilm-fesztiválon ezüstéremmel tüntettek ki. A kolozsvári rádióstúdió magyar nyelvű tudományos adásait szerkesztette és vezette, illetve forgatókönyveket írt A Román Televízió magyar adásainak dokumentumfilmjeihez.

## Művei
- A Kis-Szamos vízvidékének tavai. Adatok a mai és hajdani halastavak ismeretéhez. Doktori értekezés; Kolozsvár, Minerva Irodalmi és Nyomdai Műintézet Rt., 1942
- Tündérszép tájakon; Bukarest, Ifjúsági Kiadó, 1956
- A természet kalendáriuma; Bukarest, Ifjúsági Kiadó, 1957
- Szárnyas barátaink. Korszerű madárvédelem; Bukarest, Ifjúsági Kiadó, 1958
- A tengerfenéktől a csillagokig; Bukarest, Ifjúsági Kiadó, 1961
- Emberek, jéghegyek, tengerek; Bukarest, Ifjúsági Kiadó, 1965
- Otthonunk a Naprendszer; Kolozsvár, Dacia Kiadó, 1972
- Csillagok születése, csillagok halála; Bukarest, Tudományos Kiadó, 1974
- Világjáró bakancsok; Kolozsvár, Dacia Kiadó, 1975

## Az irodalomban
Méhes György Tatárok a tengeren és Micsoda társaság című ifjúsági regényeiben Quintusz doktor néven örökítette meg a professzor alakját.